# Nieuwe buren (boek)
Nieuwe buren is een roman van Saskia Noort uit 2006. 

## Verhaal
Peter en Eva verhuizen met tegenzin naar hun twee-onder-een-kapvilla in een Vinexwijk in een provinciestad in Noord-Holland. Ze maken al snel kennis met hun overburen, Steef en Rebecca, die in een huurhuis wonen. Tussen de vier volwassenen ontstaat een intense en slopende vierhoeksverhouding. Om beurten vertellen Peter en Eva hun verhaal. Het verhaal eindigt met de gewelddadige dood van drie van de volwassenen. Het begin van het boek beschrijft reeds de bungalow in De Kempervennen waar Sem, het peutertje van de overburen, de enige overlevende lijkt samen met Peter. Laatstgenoemde begon uit jaloezie de schietpartij en verdwijnt zwaargewond spoorloos uit het verhaal.

## Thema's
Kinderwens bij de vrouw, onvruchtbaarheid bij de man,  gesprekstherapie,  partnerruil, swingen,  drugsgebruik, posttraumatische stressstoornis na Srebrenica, popmuziek.

## Televisieserie
In 2014 werd een televisieserie onder dezelfde naam uitgezonden dat gebaseerd is op dit boek. In de televisieserie zijn hoofdrollen weggelegd voor Daan Schuurmans, Bracha van Doesburgh, Thijs Römer en Katja Schuurman. De serie bestaat uit meerdere seizoenen en wordt uitgezonden door RTL 4 en Videoland.
In 2023 werd een Engelstalige televisieserie gefilmd onder de naam The Couple Next Door. De hoofdrollen worden gespeeld door Eleanor Tomlinson, Alfred Enoch, Jessica de Gouw en Sam Heughan. De serie wordt uitgebracht door Starz en Channel 4 